# Kristiana Valtcheva
Kristiana Valtcheva (en bulgare Кристияна Вълчева, translittération scientifique internationale Kristijana Vălčeva ; née le 12 mars 1959 à Sofia) est une infirmière bulgare. Elle fut emprisonnée et accusée, au côté de quatre autres infirmières bulgares, et d'un médecin naturalisé bulgare, d'avoir délibérément inoculé le virus du sida à plus de 400 enfants à l'hôpital al-Fatah de Benghazi, la deuxième ville de Libye. Cette affaire, ayant connu un grand retentissement international, est connue sous le nom d'affaire des infirmières bulgares.

## Vie privée
Née dans une famille de maçons de Sofia, Kristijana Vălčeva décide en 1991 de s'installer à l'étranger. Elle choisit la Libye pour son climat et ses salaires. Elle travaille alors à l'unité d'hémodialyse de Benghazi, loin de l'hôpital pour enfants où l'affaire de sang contaminé éclate en 1998.

## Procès en Libye
Kristijana Vălčeva et cinq autres professionnels de la santé sont arrêtés en 1999, accusés d'avoir délibérément inoculé le virus du sida à 438 enfants à l'hôpital de Benghazi. Ils contestent l'accusation. Par ailleurs, des analyses scientifiques étrangères concluent que l'épidémie est due à un manque d'hygiène.
Les infirmières Snežana Dimitrova, Nasja Nenova, Valja Červeniaška, Valentina Siropulo et Kristijana Valčeva, ainsi que le docteur Ashraf Juma Hajuj, sont condamnés à mort en 2004. La Cour suprême de Libye ordonne un nouveau procès pour ces professionnels de la santé, après des protestations internationales contre les conclusions du verdict.
Un deuxième procès se conclut par le même verdict en décembre 2006. Cependant, durant les semaines précédant ce procès, un rapport scientifique est publié. Cette analyse démontre que la souche de VIH était déjà présente dans l'hôpital avant même que les six accusés commencent à y travailler. Plusieurs des infirmières affirment alors avoir été torturées et violées afin d'obtenir des aveux.
Le 11 juillet 2007, les infirmières bulgares et le médecin d'origine palestinienne sont condamnés à mort pour la troisième fois. En 2007, Le Haut Conseil judiciaire de Libye décide de commuer ces condamnations à mort en des peines de prison à perpétuité.

## Libération
Après 2 755 jours de prison et d'âpres négociations entre Tripoli et l'ensemble des États membres de l'UE, la Libye accepte enfin que les condamnés puissent subir leur peine en Bulgarie. Cependant, le 24 juillet 2007, une heure après leur arrivée sur le territoire bulgare, le président bulgare Gueorgui Parvanov, décide de les gracier.
L'accord pour la libération des infirmières et du médecin a été trouvé au bout de nombreuses années de pression internationale, et notamment de l'Union européenne. « Sans elle, nous ne serions pas libre aujourd'hui », a déclaré Valcheva lors d'un entretien lors d'une visite au Parlement européen en 2007. La campagne internationale pour innocenter ces infirmières et le médecin a toujours mis en avant leur rôle de boucs émissaires face à un système de santé libyen défaillant.
« Le retour des infirmières et du médecin est un résultat direct de l'adhésion de la Bulgarie à l'Union européenne, de la solidarité que l'UE a montrée envers la Bulgarie », déclara le Premier ministre bulgare Sergej Stanišev après cette libération.
Les conditions de leur libération ont provoqué une large polémique en France car les infirmières et le médecin ont rejoint la Bulgarie à bord de l'avion présidentiel français, accompagnés de Cécilia Sarkozy, émissaire personnelle de son mari, le président Sarkozy, et de la commissaire européenne Benita Ferrero-Waldner.

## Publications
En 2008 Kristijana Vălčeva publie, d'abord en bulgare, J'ai gardé la tête haute, coécrit avec la journaliste Miroljuba Benatova et Marie-Thérèse Cuny. Son témoignage sur ces huit années d'emprisonnement et de torture a aussitôt été traduit, sous d'autres noms, en français, allemand et anglais.

## VIP Brother
Kristijana Vălčeva est à l'heure actuelle (2009) l'une des 17 vedettes de la troisième saison de l'émission télévisée VIP Brother en Bulgarie. Chacune d'entre elles y participe pour reverser des fonds à des œuvres caritatives.